# Qaranuy
Qaranuy è un comune dell'Azerbaigian situato nel distretto di Şəmkir.